# Ben Eastman
Benjamin Bangs "Ben" Eastman, född 9 juli 1911 i Burlingame i Kalifornien, död 6 oktober 2002 i Hotchkiss i Colorado, var en amerikansk friidrottare.
Eastman blev olympisk silvermedaljör på 400 meter vid sommarspelen 1932 i Los Angeles.